# مدیریت ستادی
مدیریت ستادی (انگلیسی: Staff management) به مدیریت سلسله‌مراتب در یک سازمان گفته می‌شود. در سازمان‌های بزرگ معمولاً بسیاری از فعالیت‌ها را دپارتمان‌های تخصصی مانند اداره استخدام یا منابع انسانی انجام می‌دهند، ولی مدیران صفی باید بر این فعالیت‌ها نظارت کنند. مدیران ستادی در نقش مشاوره و پشتیبانی به مدیران صفی سازمان خدمات می‌کنند و معمولاً حرف آخر را درگرفتن تصمیمات عملیاتی نمی‌زنند.
کارکرد آن‌ها ساخت، توسعه، جمع‌آوری، و تحلیل اطلاعات است که در نهایت از طریق مشاوره به کارکنان صفی می‌رسد.
به‌طور کلی ستادها را در سه رده تقسیم‌بندی می‌کنند.
1. ستاد شخصی: کارکنان این ستاد در جهت تسهیل کار و کمک به افراد خاص در سازمان استخدام می‌شوند. بسیاری از مدیران اجرایی به این علت ستاد شخصی دارند که از پرداختن به کارهای روزانه، جواب دادن به تلفن‌ها، تنظیم ملاقات‌ها، ماشین کردن نامه‌ها و … معاف باشند. ستاد شخصی فقط در مقابل مافوق خود (به‌طور معمول رئیس سازمان) مسئول است و اختیاری برای اعمال نظرات خود روی قسمت‌های دیگر سازمان ندارد.
2. ستاد تخصصی شامل متخصصان یک رشته خاص می‌شود که در کنار عده‌ای از مدیران صف کار می‌کنند تا کارایی سازمانی را افزایش دهند. ارتباط میان ستاد تخصصی و مدیران صف ممکن است ایجاب کند که این ستاد دارای اختیارات مشورتی، خدماتی، نظارتی یا وظیفه‌ای دربارهٔ فعالیت‌های صف باشد.
3. ستاد کل (یا ستاد عمومی، یا ستاد هماهنگی): این ستاد آن کارکنان است که وظیفهٔ اصلی‌شان برنامه‌ریزی، هماهنگی و طراحی عملیات است و به‌طور مستقیم با بالاترین مقام اجرایی سازمان ارتباط دارند. کار آنان جنبهٔ مشورتی دارد و هر نوع تصمیم‌گیری بر اساس توصیه‌ها و مشورت‌های آنان باید با تأیید و امضای بالاترین مقام اجرایی سازمان اتخاذ شود.